# Jorge Beillard
Jorge Beillard (n. Palermo, Buenos Aires, Argentina; 16 de enero de 1932 - f. Miami, Estados Unidos; 17 de abril de 1995) fue un periodista, escritor, poeta, actor y animador argentino.

## Trayectoria
Periodista autodidacta, Jorge Beillard incursionó como actor en cine en films protagonizados por actores de primera línea como Osvaldo Miranda, Bernardo Perrone, María Cristina Laurenz, Héctor Pellegrini, Ricardo Bauleo, Fanny Brena, Mario Passano, Maurice Jouvet, Nelly Beltrán, Beatriz Taibo, Cristina del Valle y Lautaro Murúa.
En televisión se hizo popular en 1961 tras conducir el exitoso programa Escala Musical en la que incursionaron grandes artistas de todos los géneros del momento. El programa llegó a tener altos picos de índice de audiencia, lo que lo llevó a la pantalla grande.
Como escritor y poeta fue autor de Memorias de un banco de plaza y Versos sin tiempo.
Trabajó como productor de cine y radio, del que también fue locutor en varias emisoras como Radio Excelsior, Radio El Mundo y Radio Belgrano, donde compartió momentos con colegas como Mario Clavell, Aníbal Fanuele y Eduardo Piva. Es en Excelsior donde conduce uno de los primeros programas de radio especializados en música de rock llamado Rock and Belfast. En Radio Libertad animó La ventajita de Radio Libertad.
En los últimos años se radicó en New York, Estados Unidos, donde fue periodista de United Press, luego vivió en Miami donde se dedicó como director nacional de promoción de Fania Records y como gerente de SADAIC (Sociedad del Derecho de Autor de Argentina ).

## Filmografía
- 1964: Máscaras en otoño
- 1965: Pajarito Gómez -una vida feliz-
- 1966: Escala musical
- 1996: No seas cruel[7]

## Televisión
- 1960: Buenas tardes, mucho gusto
- 1961: Escala musical, junto a Cristina Berys por Canal 13.
- 1962: Mundo joven, emitido por Canal 7
- 1964: La ronda de la fortuna
- 1965: Peñas en TV